# Опитомяване
Одомашняването (или опитомяване) е процес, при който чрез селекция определена популация животни или растения (в този случай по-често се използва терминът култивиране) се пригажда към нуждите на човека и се прави удобна за отглеждане в контролирани условия. Хората се грижат за тези популации по различни причини – за производство на храна или други продукти (вълна, коприна, памук и много други), за помощ при различни видове работа, включително транспорт или защита, с декоративна цел и други. По подобен начин човек е култивирал и растителни видове с цел добив на хранителни ресурси от тях или ги е пригодил за развитие в дома и градината с декоративна цел. И при двата типа организми е провеждана продължителна селекция. По този начин е повишавана производителността на организма, устойчивостта му към определени климатични условия, повишавало се качеството и количеството на добиваната от него продукция. Декоративните видове растения и домашни любимци съответно променяли своя външен вид, големина и цвят. Така някои породите животни и сортове растения се променили значително и днес видимо се отличават от изходния вид.
Някои видове, като азиатския слон (Elephas maximus), не се смятат за одомашнени, въпреки че се използват от хората като работни животни, тъй като обикновено не се размножават под човешки контрол.

## История

### Животни
Първото опитомено животно е кучето, преди около 10 – 15 хил. години в Южна Азия. То не е създадено в резултат на естествения отбор, а чрез сложна селекция на вълци и чакали. Тези две животни се навъртат около човешките селища заради останките от храна, а хората ги опитомяват заради груповия инстинкт в глутницата, който е полезен в лова. Затова кучетата се използват първоначално за лов, а впоследствие се селектират породи кучета пазачи, работни кучета, овчарски кучета, водачи за незрящи, декоративни кучета и др. Днес кучето е най-популярното домашно животно и често е наричано „най-добрият приятел на човека“.
Малко след кучето са опитомени овцата и козата. Предшественик на овцата е планинският овен – вид муфлон, който обитава Южна Европа и Близкия изток. В резултат на дългото селектиране днес съществуват над 150 породи овце, повечето от които въобще не приличат на дивия си предшественик. Козите произхождат от брадатият козел, който обитава почти същия ареал на муфлона. Породите кози не са много на брой, но са изключително разнообразни: ангорска коза с красива козина, швейцарска коза, която дава много мляко, неголяма по размер камерунска коза, която отлично се катери по дърветата. Най-голяма полза човекът добива от одомашняването на тура, предшественик на днешните крави. Сравнително неотдавна диви турове са бродели в Европа, Северна Африка, Анадола и Кавказ. Последният тур в света е убит в горите на Мазовия, Полша, през 1627 г. Все още не е изяснен напълно произхода на говедото. Със сигурност обаче се приема, че одомашняването му е протекло в два основни центъра. Първият е района на Индия и Югоизточна Азия, а другия е Близкия изток. Спорен е родоначалника на индийския клон. Възможно е това да е било дивото азиатско говедо (Bos primigenius namadicus, негов наследник е зебуто) или турът да е имал две разновидности като азиатската Bos taurus brachyceros е послужила за основа на съвременното говедо.
Преди 7,5 хил. години човекът одомашнява бивола – силно и опасно животно. Той не е само източник на месо и кожа за дрехи, но дава и изключителна теглителна сила, която може да се използва за транспорт или в земеделието. Конете са опитомени сравнително скоро – преди около 5 – 6 хил. години. Негов предшественик е по-късно изчезналия тарпан, живял свободно в степите на Евразия. Някои учени предполагат, че домашният кон има връзка с дивия кон, наричан кон на Пржевалски. На доста по-късен етап от човешката история е одомашнена ламата. Това се е случило около 3500 г. пр.н.е. Това е единствения чифтокопитен бозайник одомашнен в Новия Свят.
При преминаването на човека към уседнал начин на живот (преди около 10 хил. години) и началото на развитието на земеделието се появяват първите селища и хамбарите, в които се съхранява зърното. Хамбарите са опустошавани от плъхове, които са основната храна на дивите котки. Заради това хората в Плодородния полумесец започват да опитомяват диви (либийски и нубийски) котки. Смята се, че всички 600 млн. домашни котки, които живеят по света днес, са наследници на пет диви котки, опитомени в Близкия изток.
Дълга е и историята на одомашняването на домашните птици. Преди около 5 хил. години е опитомена кокошката, която е наследник на джунгловия или червен петел от Южна и Югоизточна Азия. Почти по същото време е одомашнена и гъската. Преди около 3 – 4 хил. години едновременно в Европа и Китай ги последва патицата, а в Африка – токачката. От тях са създадени различни породи. Гълъбът е одомашнен преди около 5000 години в Египет. Голямата привързаност към дома, отличните летателни качества на птиците, качеството на месото и използването на гълъби при жертвоприношения и религиозни обреди са причините, поради които вероятно египтяните ги опитомили. През 1840 г. английският авантюрист и художник-анималист Джон Гулд пренася за пръв път в Европа вълнисти папагалчета. През следващите години много от корабите пренасяли интересните австралийски птици.
Освен птици и бозайници човекът използва и някои безгръбначни животни, например копринената пеперуда и пчелата, опитомени преди около 5 хил. години.
Експериментите в областта на одомашняването продължават и до днес. Селекционерите работят с лосове, антилопи, елени, марали и овцебикове, но най-голям потенциал за опитомяване имат социалните животни, а не „единаците“, като например котката. Въпреки това учените създават и нови породи от опитомените животни. За одомашняването се гледа не толкова ползата от животното, колкото потенциалната му привързаност към човека. За да бъде одомашнен даден вид животно обаче е нужно той да може да се размножава в неволя и да даде плодовито потомство. Само тогава човек може да извърши отбор на поколението и така да затвърди ценни за самия него качества в следващите поколения. Известен факт от миналото е, че в царските дворове на близкоизточни страни и дори в Европа са отглеждани гепарди. Те са използвани при ловните излети на аристокрацията и са били грациозен домашен любимец. Никога обаче гепардът не бил одомашнен.

### Растения
Най-ранните човешки опити за одомашняване на растителни видове са настъпили в Азия. Има доказателства за съзнателно отглеждане и примитивна селекция на ръж в неолитна група хора обитавали района на Абу Хурейра в днешна Сирия преди около 13 хил. години. Проучванията показват, че отглеждането на ръж в този район е по-скоро локално явление, а не окончателна стъпка към одомашняването.
Кратуната (Lagenaria siceraria) е използвана като съд за съхранение на вода още около 10 000 г. пр.н.е., преди появата на керамичните съдове. Култивирана тя достига в Америка от Азия около 8000 г. пр.н.е. и това най-вероятно се дължи на миграцията на народите от Азия към Америка.
За пръв път житните култури са одомашнени около 9000 г. пр.н.е. в района на Плодородния полумесец и Близкия изток. Първите култивирани видове са основно едногодишни с големи семена или плодове. Те включват варива като грах и зърнени култури като пшеница. Близкият изток е особено подходящ за отглеждането на тези видове, сухото лято благоприятства узряването на зърното. Именно зърнените култури спомагат на човечеството от ловци-събирачи да премине към уседнал начин на живот и да развие земеделско общество. Тази промяна е причината за появата на първите градове-държави преди 4000 – 5000 години и в крайна сметка на възхода на самата цивилизация.
Одомашняването е бавен и постепенен процес на проби и грешки. С течение на времето са одомашнени и многогодишни растения и малки дървета като ябълки и маслини. Сравнително на по-късен етап в човешката история например са одомашнени дървесните видове макадамия и пекан. В различните части на света са одомашнени различни растителни видове, които днес се отглеждат в много точки на света и са ценен хранителен източник. Такива са тиква, царевица, боб, домат и патладжан в Северна и Южна Америка. В Източна Азия просо, ориз и соя.
През хилядолетията много култивирани видове се променят значително от своите предшественици. Примери за това са тиквичката, царевицата и фасула. Подобна е и настъпилата промяна в големината, формата и вкуса между дивата ягоди и питомната ягода.
Основните различия при домашните видове растения, които ги отличават от дивите им предшественици са:
- По-високата степен на кълняемост.
- Постигане на синхронност при кълняемоста.
- Увеличаване на размера на репродуктивните органи
- Тенденция за узряване на семената докато са още на растението, а не след като се откъснат от него и паднат на земята.
- Намаляване на физичната и химична защита на култивираното растение.
- Промяна в разпределението на биомасата в зависимост от това коя част от растението е ядлива. (повече плодове, корени или стъбла)

## Причини за одомашняване
Основната причина за одомашняване е осъзнатата от човека полза при отглеждането на домашни животни. Те били източник на сигурност, на храна, на кожи за облекло, обувки и постеля, работна сила, служели в помощ при военни набези. Вероятно първоначалният процес е започнал с улавянето на малки, бременни и ранени животни като ги отглеждали в неволя. Те били в постоянен контакт с хората, живеели покрай и в жилищата им и така се опитомявали. Обикновено опитомените, но отглеждани в неволя диви животни не се размножавали. Някои от тях били с по-спокоен и кротък нрав и хората им обръщали повече внимание. Тази фаза от процеса се нарича „укротяване на див вид“. Животните постепенно привиквали към новата среда, освобождавали се от нервното напрежение и давали потомство. Така бавно в продължение на десетки и стотици години те постепенно се превръщали в домашни. Целта на опитомяването е използването на животното в селското стопанство като земеделско животно или като домашен любимец. Ако тази цел е постигната, то животното е одомашнено. Естественият отбор се заменя с изкуствена селекция при отглеждането. Така одомашненото животно изменя генетичните си признаци.
При одомашняването били предпочитани тревопасни животни, както и видове склонни да образуват и да се отглеждат в стада или ята. Те трябвало да притежават висока размножителна способност и да дават на хората важни хранителни и други полезни за тяхната дейност продукти.

## Одомашнени животни

### Списък
Първи период
| Вид                                    | Период                     | Място                                       |
| -------------------------------------- | -------------------------- | ------------------------------------------- |
| Куче (Canis lupus familiaris)          | 15000 пр. Хр.              | Източна Азия и Африка                       |
| Овца (Ovis orientalis aries)           | между 9000 – 11000 пр. Хр. | Югозападна Азия                             |
| Свиня (Sus scrofa domestica)           | 9000 пр. Хр.               | Близък изток, Китай                         |
| Коза (Capra aegagrus hircus)           | 8000 пр. Хр                | Иран                                        |
| Крава (Bos primigenius taurus)         | 8000 пр. Хр.               | Индостан, Близък изток и Субсахарска Африка |
| Котка (Felis catus)                    | 7500 пр. Хр.               | Кипър и Близък изток                        |
| Кокошка (Gallus gallus domesticus)     | 6000 пр. Хр.               | Индостан and Югоизточна Азия                |
| Морско свинче (Cavia porcellus)        | 5000 пр. Хр.               | Перу                                        |
| Магаре (Equus africanus asinus)        | 5000 пр. Хр.               | Египет                                      |
| Патица (Anas platyrhynchos domesticus) | 4000 пр. Хр.               | Китай                                       |
| Бивол (Bubalus bubalis)                | 4000 пр. Хр.               | Индия, Китай                                |
| Кон (Equus ferus caballus)             | 4000 пр. Хр.               | Евразийска степ                             |
| Едногърба камила (Camelus dromedarius) | 4000 пр. Хр.               | Арабски полуостров                          |
| Лама (Lama glama)                      | 3500 пр. Хр.               | Перу                                        |
| Копринена пеперуда (Bombyx mori)       | 3000 пр. Хр.               | Китай                                       |
| Елен карибу (Rangifer tarandus)        | 3000 пр. Хр.               | Русия                                       |
| Гълъб (Columba livia)                  | 3000 пр. Хр.               | Средиземноморие                             |
| Гъска (Anser anser domesticus)         | 3000 пр. Хр.               | Египет                                      |
| Двугърба камила (Camelus bactrianus)   | 2500 пр. Хр.               | Централна Азия                              |
| Як (Bos grunniens)                     | 2500 пр. Хр.               | Тибет                                       |
| Бантенг (Bos javanicus)                | неизвестно                 | Югоизточна Азия, о. Ява                     |
| Гаял (Bos gaurus frontalis)            | неизвестно                 | Югоизточна Азия                             |
| Алпака (Vicugna pacos)                 | 1500 пр. Хр.               | Перу                                        |
| Фретка (Mustela putorius furo)         | 1500 пр. Хр.               | Европа                                      |
| Мускусна патица (Cairina momelanotus)  | неизвестно                 | Южна Америка                                |
| Токачка                                | неизвестно                 | Африка                                      |
| Шаран                                  | неизвестно                 | Източна Азия                                |
| Пуйка                                  | 500 пр. Хр.                | Мексико                                     |
| Златна рибка                           | неизвестно                 | Китай                                       |
| Заек                                   | 1600 пр. Хр.               | Европа                                      |

Втори период
| Вид                               | Период       | Място                    |
| --------------------------------- | ------------ | ------------------------ |
| Зебу (Bos primigenius indicus)    | 8000 пр. Хр. | Индия                    |
| Медоносна пчела                   | 4000 пр. Хр. | На много места           |
| Индийски слон                     | 2000 пр. Хр. | Индска цивилизация       |
| Елен лопатар                      | 1000 пр. Хр. | Средиземноморие          |
| Обикновен паун                    | 500 пр. Хр.  | Индия                    |
| Сенегалска гургулица              | 500 пр. Хр.  | Северна Африка           |
| Японски пъдпъдък (вижте Пъдпъдък) | 1100 – 1900  | Япония                   |
| Канарче                           | 1600         | Канарски острови, Европа |
| Мандаринка                        | неизвестно   | Китай                    |
| Ням лебед                         | 1000 – 1500  | Европа                   |

Съвремие
| Вид                              | Период                 | Място              |
| -------------------------------- | ---------------------- | ------------------ |
| Плъх                             | началото на 19 век     | Обединено кралство |
| Лисица                           | началото на 19 век     | Европа             |
| Норка                            | началото на 19 век     | Европа             |
| Вълнист папагал                  | 50-те години на 19 век | Европа             |
| Корела                           | 70-те години на 19 век | Европа             |
| Зеброва сипка                    | началото на 20 век     | Австралия          |
| Хамстер                          | 30-те години на 20 век | САЩ                |
| Сребърна лисица                  | 50-те години на 20 век | СССР               |
| Овцебик                          | 60-те години на 20 век | САЩ                |
| Зърнена змия                     | 60-те години на 20 век | САЩ                |
| Кралски питон                    | 60-те години на 20 век |                    |
| Мадагаскарска хлебарка           | 60-те години на 20 век |                    |
| Благороден елен                  | 70-те години на 20 век | Нова Зеландия      |
| Таралеж                          | 80-те години на 20 век | САЩ                |
| Захарна торбеста летяща катерица | 80-те години на 20 век | Австралия          |
| Скункс                           | 80-те години на 20 век | САЩ                |
| Кинкажу                          | неизвестно             | Централна Америка  |

### Хищници
Първото одомашнено животно е вълкът, опитоменият подвид на когото е кучето. Генетичните изследвания установяват, че вълкът и кучето се разделят преди повече от 15 хил. години. Първоначално то е използвано в лова, по-късно са селектирани породи с пазачески функции. Одомашняването на кучетата започва в края на Старокаменната епоха. Първото свидетелство за съжителство на хора и кучета (следи от лапи на вълк или куче и стъпки на дете) е открито в пещерата Шове във Франция. Тези останки са на възраст 26 000 години. Останки от кучешки лапи от тази епоха са открити и в Украйна и Русия.
Котките са опитомени от човека преди около 10 хил. години и са съхранили ловните качества на дивите си събратя. Днес Международната федерация по фелинология (FIFe) признава около 200 породи домашни котки.
Преди около 3 – 4 хил. години в Древен Египет са опитомени фретките и черните порове.

### Тревопасни
Преди поне 8 хил. години хората опитомяват козите, овцете, кравите и свинете. Важно събитие в по-късната история е одомашняването на коня преди около 5,5 хил. години. Преди да се използва като работно животно, той е бил източник на месо и мляко. Първото работно животно е волът (кастрирано мъжко говедо) преди около 7,5 хил. години. По-късно такива стават магарето и конят. Ездата се появява още по-късно. След време е опитомена и камилата.
Опитомяването на конете е станало едновременно на няколко места. Изследвания на митохондриалната ДНК показват, че живеещите днес на планетата коне нямат общ предшественик. След последния ледников период на планетата са живеели изолирани едни от други „остатъчни“ популации. Най-вероятно конят е опитомен за първи път в степите на северното Черноморие.
В новата история са одомашнени лами и елени, както и гризачи, като заек, морско свинче и мишка.

## Изменения от одомашняването
Степента на одомашняване на определено животно зависи от нуждата на човека от него. В процеса, под влияние на новите условия на средата и изкуствения отбор, у животните се появяват признаци, които ги различават от дивите им събратя. Тези признаци стават се по-отличителни при удължаване на периода на селекция.
В процеса на опитомяване могат да настъпят следните промени:
- изменения в размера: скъсяване на крайниците, при големите животни – смаляване на размера на тялото, при малките – увеличаване на размерите и морфологически изменения. Така представителите на един вид се променят дотолкова, че наподобяват на отделни видове. Например масата на някои породи кучета е намаляла до и дори под 1 kg, а на други е увеличена до 80 kg.
- промяна в костите: те са по-тънки при селскостопанските животни.
- по-добро отношение, послушание и повишаване на интелигентността, увеличаване на фазата на младостта, неотения (еволюционен процес, при който някои от характеристиките на малкото животно се запазват и при възрастния индивид)
- премахване на начина на чифтосване в дивото, спадане на доминантната роля на мъжките индивиди и на половия диморфизъм. Увеличава се масата на яйчниците. Променят се някои физиологични реакции.
- промяна на продуктивността: тя е силно увеличена. Повишава се степента на оползотворяване на фуража, млечността, носливостта и вълнодайността.
- промяна на типа на нервната дейност. Селскостопанските животни и домашните любимци са по-уравновесени, по-спокойни и по контактни от дивите.
- преразпределяне на мастната тъкан, съкращаване на мазнините покрай мишниците
- промяна в характера на козината или перушината. Големи промени в разнообразието има при овцете, козите, зайците и котките.
- промяна в значителни граници на цвета и плътността на космената покривка и оперението, т.е. естествената защитна окраска, поради отпадане на необходимостта от нея.

## Вторично подивяване
Вторичното подивяване в биологията представлява процес, противоположен на одомашняването. При него вече опитомен вид се приспособява към живот в дивата природа. Въпреки това при този процес не се извършва пълно възстановяване на дивото животно отпреди одомашняването. Вторичното подивяване може да бъде естествено, вследствие на случайно попадане на опитомен вид в дива околна среда, към която той се приспособява, или изкуствена, резултат на целенасочена програма за вторично подивяване.
Един от най-известните примери за естествено, неконтролирано от човека, вторично подивяло животно е австралийското куче динго, произхождащо от кучета, отглеждани от австралийските аборигени. Известни са и подивелите коне камарга, обитаващи делтата на река Рона и мустангите. Последните са наследници на освободени коне от испанските колонизатори в Северна Америка. Друг интересен пример е Австралийска подивяла камила. Тя е наследник на едногърби камили, пренесени от азиатски работници при строежа на железопътната линия, свързваща южна със северна Австралия. След приключване на строежа камилите били пуснати в австралийската пустош. Тук намерили благоприятни условия за живот и размножаване. Днес броят им надхвърля 1 млн. като на всеки девет години числеността им се удвоява.